# Poirot speelt bridge
Poirot speelt bridge is een detective- en misdaadverhaal geschreven door Agatha Christie. Het werk verscheen initieel op 2 november 1936 onder de titel Cards on the table en werd uitgegeven door de Britse Collins Crime Club. In de Verenigde Staten werd het werk uitgegeven door Dodd, Mead and Company in 1937. Datzelfde jaar verscheen ook de Nederlandstalige versie. Momenteel wordt het boek uitgegeven door Luitingh-Sijthoff.

## Verhaal
Meneer Shaitana nodigt acht gasten uit voor een diner: superintendent Battle, kolonel Race, schrijfster Ariadne Oliver, Hercule Poirot, dokter Roberts, weduwe Lorrimer, majoor Despard en juffrouw Anne Meredith. Shaitana insinueert hoe de laatste vier personen een moord zouden kunnen hebben gepleegd gebaseerd op hun beroep. Vervolgens stelt hij voor om bridge te spelen. Roberts, Lorrimer, Despard en Meredith zullen in de woonkamer spelen. Battle, Race, Oliver en Poirot in een aanpalende kamer. Shaitana zelf doet niet mee en nestelt zich in een zetel in de woonkamer. De groep van Poirot speelt het spel als eerste uit. Wanneer zij terugkeren naar de woonkamer, vinden zij Shaitana dood terug. In zijn lichaam zit een steekwapen. De tweede groep, die zich in dezelfde kamer bevindt, is nog steeds aan het kaarten en geen van hen kan verklaren hoe de moord is kunnen gebeuren en elk van hen verklaart onschuldig te zijn.
Er start een onderzoek naar het verleden van de vier verdachten. Meneer en mevrouw Craddock waren patiënten bij dokter Roberts. Hij stierf ten gevolge van miltvuur, zijn vrouw aan een bloedvergiftiging. Despard was ooit gids in het Amazonewoud. Daar kwam een botanicus om het leven ten gevolge van griep veroorzaakt door een schotwonde. Mevrouw Benson, de bazin van Anne, stierf aan een vergiftiging kort nadat Anne mede-eigenaar werd van haar bedrijfje. Er zijn aanwijzingen dat mevrouw Lorrimer haar man vergiftigde.
Mevrouw Lorrimer denkt dat Anne de dader is. Omwille van Annes jonge leeftijd neemt Lorrimer de schuld op zich. Zij is toch oud en terminaal. Poirot gelooft niet dat Lorrimer de moordenares is van Shaitana. De volgende dag krijgen de drie andere verdachten een brief aan met daarin de volledige schuldbekentenis van Lorrimer en het bericht dat Lorrimer zelfmoord zal plegen door een gifdrank in te nemen. Lorrimer wordt inderdaad dood gevonden, maar Poirot merkt op dat zij op haar lichaam een naaldprik heeft. Op diezelfde ochtend gaat Anne varen met haar kamergenote Rhoda in de nabijgelegen rivier. Hun bootje kantelt en beiden kunnen niet zwemmen. Despard en Battle zijn getuigen. Rhoda kan gered worden, maar Anne verdrinkt.
Poirot zet zijn zoektocht verder en is van mening dat Roberts de dader is. Een glazenwasser heeft namelijk gezien hoe Roberts mevrouw Lorrimer injecteerde met een spuit. Volgens het onderzoek kreeg zij een euthanasiegif toegediend. Toen Roberts tijdens het bridgen even niets te doen had, en de andere drie spelers te geconcentreerd waren met het spel, ging hij een drankje halen. Daarbij stak hij Shaitana neer. Roberts vermoordde ook meneer Craddock: tijdens een huisbezoek infecteerde hij Craddocks scheermes met de antraxbacterie. Mevrouw Craddock, die op consultatie kwam bij Roberts voor een vaccinatie omdat ze op reis ging naar Egypte, kreeg een pathogeen ingespoten waardoor ze een bloedinfectie kreeg. Roberts weerlegt eerst de beschuldigingen, maar geeft uiteindelijk toe nadat Battle hem er op wijst dat de politie een sterke zaak heeft. Later geeft Poirot toe dat de glazenwasser een acteur was en enkel werd gebruikt in een poging om Roberts te laten bekennen.
Verder heeft majoor Despard inderdaad de botanicus neergeschoten, maar het betreft louter een schietongeval. Rhoda ontdekte dat Anne geld verduisterde uit de zaak. Daarom wilde Anne haar uit de weg ruimen, maar doodde ongewild mevrouw Benson.

## Adaptaties

### Theater
In 1981 werd een toneelversie gemaakt van het boek. De première vond plaats in het Londense Vaudeville Theatre. De rol van Poirot werd geschrapt en grotendeels toegevoegd aan deze van Battle. De reden: Agatha Christie was van mening dat geen enkele acteur in staat zou zijn om een geloofwaardige, lookalike-versie van Poirot te spelen.

### Televisie
Het boek werd verfilmd als aflevering in de serie Agatha Christie's Poirot met David Suchet als Hercule Poirot. Het verhaal werd grondig aangepast, waaronder:
- Superintendent Battle werd Superintendent Wheeler en kolonel Race werd kolonel Hughes.
- Wheeler blijkt een homoseksuele relatie te hebben gehad met Shaitana en deze laatste zou in bezit zijn van bezwarende foto's.
- Dr Roberts is ook homoseksueel en had een geheime relatie met meneer Craddoc. Roberts vermoorrde daarom diens vrouw.
- Mevrouw Lorrimer is de moeder van Anne. Lorrimer wordt niet door Roberts vermoord.
- Rhoda heeft mevrouw Benson vermoord en verdrinkt nadat de boot kantelt. In het boek wordt mevrouw Benson door Anne vermoord en is het ook Anne die verdrinkt.
- In de verfilming flirt majoor Despard met Anne. In het boek is dit met Rhoda.
- Meneer Shaitana was drugsverslaafd en was het leven beu. Hij wist dat hij zou worden vermoord door een van zijn gasten. Hij nam daarom een slaapmiddel in zodat hij niets zou voelen wanneer men hem zou vermoorden.